# Růžek (Javoří hory)
Růžek, nebo také Rožec (německy Hörnl Berg) je hora v Javořích horách, jižně až jihovýchodně od osady Janovičky. Celá hora se nachází v ČR; katastrálně přísluší k Benešovu (součást města Broumova).

## Hydrologie
Hora náleží do povodí Odry. Vody odvádějí přítoky Stěnavy, např. Svinský potok.

## Vegetace
Hora je převážně zalesněná, jen místy najdeme menší paseky. Časté jsou smrkové monokultury, ale dochovaly se i fragmenty lesů smíšených nebo listnatých. Jedná se o bučiny, na melafyru jsou to květnaté bučiny svazu Fagion.

## Ochrana přírody
Česká část hory leží v CHKO Broumovsko.